# منطقه تدمر
منطقه تدمر (عربی: منطقة تدمر)، یکی از منطقه‌های سوریه است که از توابع استان حمص به شمار می‌رود. جمعیت این منطقه ۷۶٬۹۴۲ تن در سرشماری‌های سال ۲۰۰۴ بوده است. مرکز این منطقه تدمر (پالمیرا) است.